# Morti nel 1988/Agosto
| Questa pagina contiene informazioni ricavate automaticamente dalle voci biografiche con l'ausilio del template Bio e di un bot. L'aggiornamento è periodico e automatico e ricostruisce completamente la pagina. Se manca una persona in questa lista, sei pregato di non aggiungerla, ma accertati piuttosto che la sua voce biografica contenga il template Bio e che i dati anagrafici siano correttamente compilati. Se il template Bio manca, inseriscilo tu stesso o, in alternativa, metti l'avviso {{tmp\|Bio}} che ne segnala la mancanza. Se i dati riportati sono sbagliati, correggi direttamente la voce biografica; le modifiche saranno visibili in questa lista entro pochi giorni. Per chiarimenti vedi il progetto biografie. La lista contiene solo le 113 persone che sono citate nell'enciclopedia e per le quali è stato implementato correttamente il template Bio. Pagina aggiornata al 3 mar 2024. |

- 1º agosto - Zoltán Bitskey, nuotatore ungherese (n. 1904)
- 1º agosto - John Francis Dearden, cardinale e arcivescovo cattolico statunitense (n. 1907)
- 1º agosto - Florence Eldridge, attrice statunitense (n. 1901)
- 1º agosto - Louis-Jean-Frédéric Guyot, cardinale e arcivescovo cattolico francese (n. 1905)
- 1º agosto - Rino Loddo, cantante italiano (n. 1927)
- 1º agosto - Steve Mills, calciatore inglese (n. 1953)
- 1º agosto - Leopold Müller, geologo austriaco (n. 1908)
- 1º agosto - Hélène Vallier, attrice francese (n. 1932)
- 1º agosto - Georges Wambst, ciclista su strada e pistard francese (n. 1902)
- 2 agosto - Steve Anderson, ostacolista statunitense (n. 1906)
- 2 agosto - Raymond Carver, scrittore, poeta e saggista statunitense (n. 1938)
- 2 agosto - Dino Gambetti, pittore italiano (n. 1907)
- 2 agosto - José Magriñá, calciatore cubano (n. 1912)
- 3 agosto - Chet Carlisle, cestista statunitense (n. 1916)
- 3 agosto - Vic Watson, calciatore inglese (n. 1897)
- 3 agosto - Harlan Wilson, cestista statunitense (n. 1914)
- 4 agosto - Allan Adair, generale inglese (n. 1897)
- 4 agosto - Marisa Bellisario, dirigente d'azienda italiana (n. 1935)
- 4 agosto - Angelo Mangini, chimico italiano (n. 1905)
- 4 agosto - Doko Toshio, manager giapponese (n. 1896)
- 5 agosto - Colin Higgins, regista, sceneggiatore e attore australiano (n. 1941)
- 5 agosto - Pasquale Aniel Jannini, francesista e traduttore italiano (n. 1921)
- 5 agosto - Ralph Meeker, attore statunitense (n. 1920)
- 6 agosto - Anatolij Semenovič Levčenko, cosmonauta sovietico (n. 1941)
- 6 agosto - Francis Ponge, poeta francese (n. 1899)
- 7 agosto - Juraj Amšel, pallanuotista jugoslavo (n. 1924)
- 7 agosto - Tullio De Rubeis, politico italiano (n. 1908)
- 7 agosto - Wilfred Jackson, regista, animatore e compositore statunitense (n. 1906)
- 7 agosto - Gajo Raffanelli, calciatore croato (n. 1913)
- 8 agosto - Alan Ameche, giocatore di football americano statunitense (n. 1933)
- 8 agosto - Alan Napier, attore inglese (n. 1903)
- 8 agosto - Kid Chocolate, pugile cubano (n. 1910)
- 8 agosto - Giacinto Scelsi, compositore italiano (n. 1905)
- 10 agosto - Arnulfo Arias, politico panamense (n. 1901)
- 10 agosto - Enzo Beneo, ingegnere e geologo italiano (n. 1903)
- 10 agosto - Paul Lodewijkx, pilota motociclistico olandese (n. 1947)
- 10 agosto - Guido Mannari, attore italiano (n. 1944)
- 10 agosto - Aleksander Margiste, cestista estone (n. 1908)
- 10 agosto - Havzi Nela, poeta albanese (n. 1934)
- 11 agosto - Alfred Kelbassa, calciatore tedesco occidentale (n. 1925)
- 11 agosto - Jean-Pierre Ponnelle, scenografo, costumista e regista teatrale francese (n. 1932)
- 11 agosto - Anne Ramsey, attrice statunitense (n. 1929)
- 12 agosto - Jean-Michel Basquiat, writer e pittore statunitense (n. 1960)
- 13 agosto - Martin Hellinger, militare e dentista tedesco (n. 1904)
- 13 agosto - Jakov Kucenko, sollevatore sovietico (n. 1915)
- 13 agosto - William Henry Phelps Jr., ornitologo venezuelano (n. 1902)
- 14 agosto - Fred Below, batterista statunitense (n. 1926)
- 14 agosto - Roy Buchanan, chitarrista statunitense (n. 1939)
- 14 agosto - Mario Bussagli, orientalista italiano (n. 1917)
- 14 agosto - Robert Calvert, cantante e poeta sudafricano (n. 1945)
- 14 agosto - Giorgio Raimondo Cardona, glottologo, linguista e traduttore italiano (n. 1943)
- 14 agosto - Enzo Ferrari, imprenditore, dirigente sportivo e pilota automobilistico italiano (n. 1898)
- 14 agosto - Albano Negro, ciclista su strada italiano (n. 1942)
- 15 agosto - Aladár Heppes, militare e aviatore ungherese (n. 1904)
- 15 agosto - Giuliano Pajetta, politico, antifascista e partigiano italiano (n. 1915)
- 16 agosto - Milton Adolphus, pianista e compositore statunitense (n. 1913)
- 16 agosto - Otto Bökle, calciatore tedesco (n. 1912)
- 16 agosto - Alberto Chiarini, pittore italiano (n. 1939)
- 16 agosto - Felix Maria Davídek, vescovo cattolico cecoslovacco (n. 1921)
- 16 agosto - Herbert Pagani, cantautore italiano (n. 1944)
- 16 agosto - Heinrich Schmidt, calciatore tedesco (n. 1912)
- 17 agosto - Jack Cutting, animatore e regista statunitense (n. 1908)
- 17 agosto - Nino Frank, scrittore, conduttore radiofonico e critico cinematografico italiano (n. 1904)
- 17 agosto - Bruno Mathsson, designer e architetto svedese (n. 1907)
- 17 agosto - Victoria Shaw, attrice australiana (n. 1935)
- 17 agosto - Jack Straus, giocatore di poker statunitense (n. 1930)
- 17 agosto - Muhammad Zia-ul-Haq, generale pakistano (n. 1924)
- 19 agosto - Don Haggerty, attore statunitense (n. 1914)
- 19 agosto - Mario Rossi, vescovo cattolico italiano (n. 1914)
- 19 agosto - Antonino Tripodi, politico e giornalista italiano (n. 1911)
- 20 agosto - Jean-Paul Aron, scrittore e giornalista francese (n. 1925)
- 20 agosto - Ferdinand Karmelk, chitarrista olandese (n. 1950)
- 20 agosto - Joan Gale Robinson, scrittrice e illustratrice britannica (n. 1910)
- 20 agosto - John Stacy, attore australiano (n. 1914)
- 20 agosto - Lilla Szolcsányi, cestista ungherese (n. 1927)
- 21 agosto - Lilia d'Albore, violinista italiana (n. 1911)
- 22 agosto - Bruno Bianchi, velista italiano (n. 1904)
- 22 agosto - Jens Peter Larsen, musicologo e organista danese (n. 1902)
- 22 agosto - Astro Mari, clarinettista, paroliere e compositore italiano (n. 1911)
- 23 agosto - Giovanni Botta, politico italiano (n. 1906)
- 23 agosto - Menotti Del Picchia, poeta, scrittore e pittore brasiliano (n. 1892)
- 23 agosto - Josef Klehr, militare tedesco (n. 1904)
- 23 agosto - Harijs Lazdiņš, calciatore lettone (n. 1910)
- 23 agosto - Hans Lewy, matematico tedesco (n. 1904)
- 23 agosto - Alf Martinsen, calciatore norvegese (n. 1911)
- 23 agosto - Fabio Pennacchi, medico e generale italiano (n. 1903)
- 23 agosto - Willy Reitgassl, calciatore tedesco (n. 1936)
- 23 agosto - Jacob Saltiel, allenatore di pallacanestro israeliano (n. 1922)
- 23 agosto - Jack Sher, regista, sceneggiatore e produttore cinematografico statunitense (n. 1913)
- 23 agosto - Libero Tosi, fotografo e pittore italiano (n. 1902)
- 24 agosto - Leonard Frey, attore statunitense (n. 1938)
- 25 agosto - Françoise Dolto, pediatra e psicoanalista francese (n. 1908)
- 25 agosto - Giuseppe Mazzullo, artista e scultore italiano (n. 1913)
- 25 agosto - Joachim Pirsch, canottiere tedesco (n. 1914)
- 25 agosto - Art Rooney, dirigente sportivo statunitense (n. 1901)
- 26 agosto - Hans Esser, schermidore tedesco (n. 1909)
- 26 agosto - Enrico Fulchignoni, commediografo, regista e sceneggiatore italiano (n. 1913)
- 27 agosto - Max Black, filosofo britannico (n. 1909)
- 27 agosto - Giuseppe Di Salvo, attivista e comandante marittimo italiano (n. 1902)
- 27 agosto - Charles Farrell, attore irlandese (n. 1900)
- 28 agosto - Paul Grice, filosofo inglese (n. 1913)
- 28 agosto - Guy Hocquenghem, sociologo e scrittore francese (n. 1946)
- 28 agosto - Herbert Lundh, insegnante, storico e politico svedese (n. 1901)
- 28 agosto - Mario Naldini, ufficiale italiano (n. 1947)
- 28 agosto - Ivo Nutarelli, ufficiale italiano (n. 1950)
- 28 agosto - Giuseppe Zaffonato, arcivescovo cattolico italiano (n. 1899)
- 28 agosto - Giuseppe Zugaro De Matteis, politico italiano (n. 1902)
- 29 agosto - Salvatore Fitto, politico italiano (n. 1941)
- 29 agosto - Algirdas Jonas Klimaitis, militare lituano (n. 1910)
- 30 agosto - Jack Marshall, politico e avvocato neozelandese (n. 1912)
- 30 agosto - Elio Libero Quintili, architetto e pittore italiano (n. 1906)
- 31 agosto - Lin Jaldati, partigiana e cantante olandese (n. 1912)
- 31 agosto - Leonidas Proaño, vescovo cattolico e teologo ecuadoriano (n. 1910)